# Antropologia della performance
L'antropologia della performance è stata coniata dall'antropologo Victor Turner. Dopo le sue ricerche tra gli Ndembu in Africa, dove individua il fenomeno del dramma sociale, si occupa di tutte quelle espressioni e di quei linguaggi – come i tanti generi di performance – in cui si mostrano e si discutono gli aspetti "critici" della vita: si tratta di elaborazioni che mettono in scena o semplicemente mostrano i momenti drammatici dell'esistenza, così come può esserlo un dramma di Shakespeare, rispetto alle storie che l'hanno ispirato.
Importante per la definizione dell'antropologia della performance, è la collaborazione che Turner ebbe con Richard Schechner, regista e teorico del teatro americano.
Ma nell'elaborazione teorica di Turner, l'antropologia della performance è solo un segmento di una più ampia antropologia dell'esperienza che stava elaborando.